# Aladdin (trilha sonora de 1992)
Aladdin é o álbum da trilha sonora do filme de animação da Walt Disney Pictures, Aladdin. Com músicas instrumentais de Alan Menken e canções com música de Menken e letras de Howard Ashman e Tim Rice, o álbum foi lançado em 1992. O álbum vendeu 3 milhões de cópias apenas nos Estados Unidos, e ganhou um Grammy por Melhor Álbum Musical para Crianças. A música e a canção "A Whole New World" venceram o Oscar e o Grammy. Em 2004, uma versão especial do álbum foi lançada para acompanhar o DVD.
No Brasil, a trilha sonora em português foi lançada em LP e CD pela Natasha Records em 1992. Foi relançado em 1999 pela Abril Music e Walt Disney Records. Em 2004 ganhou uma edição especial com duas faixas bônus, dessa vez sendo lançada pela Warner Music Brasil.

## Lista de faixas
Todas as músicas compostas por Alan Menken.
| Lançamento original (1992) e relançamento (2001) |                                                            |                        |                             |         |  |
| N.º                                              | Título                                                     | Compositor(es)         | Interpretada por            | Duração |  |
| 1.                                               | "Arabian Nights"                                           | Howard Ashman Tim Rice | Bruce Adler                 |         |  |
| 2.                                               | "Legend of the Lamp"                                       |                        | Alan Menken                 |         |  |
| 3.                                               | "One Jump Ahead"                                           | Rice                   | Brad Kane                   |         |  |
| 4.                                               | "Street Urchins"                                           |                        | Alan Menken                 |         |  |
| 5.                                               | "One Jump Ahead (Reprise)"                                 | Rice                   | Brad Kane                   |         |  |
| 6.                                               | "Friend Like Me"                                           | Ashman                 | Robin Williams              |         |  |
| 7.                                               | "To Be Free"                                               |                        | Alan Menken                 |         |  |
| 8.                                               | "Prince Ali"                                               | Ashman                 | Robin Williams              |         |  |
| 9.                                               | "A Whole New World"                                        | Rice                   | Brad Kane & Lea Salonga     |         |  |
| 10.                                              | "Jafar's Hour"                                             |                        | Alan Menken                 |         |  |
| 11.                                              | "Prince Ali (Reprise)" (com diálogos de Gilbert Gottfried) | Rice                   | Jonathan Freeman            |         |  |
| 12.                                              | "The Ends of the Earth"                                    |                        | Alan Menken                 |         |  |
| 13.                                              | "The Kiss"                                                 |                        | Alan Menken                 |         |  |
| 14.                                              | "On a Dark Night"                                          |                        | Alan Menken                 |         |  |
| 15.                                              | "Jasmine Runs Away"                                        |                        | Alan Menken                 |         |  |
| 16.                                              | "Marketplace"                                              |                        | Alan Menken                 |         |  |
| 17.                                              | "The Cave of Wonders"                                      |                        | Alan Menken                 |         |  |
| 18.                                              | "Aladdin's Word"                                           |                        | Alan Menken                 |         |  |
| 19.                                              | "The Battle"                                               |                        | Alan Menken                 |         |  |
| 20.                                              | "Happy End in Agrabah"                                     |                        | Alan Menken                 |         |  |
| 21.                                              | "A Whole New World (Aladdin's Theme)"                      | Rice                   | Peabo Bryson & Regina Belle |         |  |

| Special Edition (2004) |                                          |                               |         |  |
| N.º                    | Título                                   | Interpretada por              | Duração |  |
| 22.                    | "Proud of Your Boy (Demo)"               | Alan Menken                   | 2:29    |  |
| 23.                    | "High Adventure (Demo)"                  | Alan Menken & Howard Ashman   | 4:21    |  |
| 24.                    | "A Whole New World (from Disneymania 3)" | Nick Lachey & Jessica Simpson | 4:11    |  |

### The Music Behind the Magic: Aladdin
| The Music Behind the Magic: Aladdin |                                                         |                |                             |         |  |
| N.º                                 | Título                                                  | Compositor(es) | Interpretada por            | Duração |  |
| 1.                                  | "Arabian Nights" (demo/final)                           | Howard Ashman  | Alan Menken/Bruce Adler     | 1:48    |  |
| 2.                                  | "Legend of the Lamp" (final/diálogo por Robin Williams) |                | (score)                     | 1:24    |  |
| 3.                                  | "On a Dark Night" (final)                               |                | (score)                     | 2:54    |  |
| 4.                                  | "One Jump Ahead" (final)                                | Tim Rice       | Brad Kane                   | 2:22    |  |
| 5.                                  | "Street Urchins" (final)                                |                | (score)                     | 1:56    |  |
| 6.                                  | "One Jump Ahead, Reprise" (final)                       | Rice           | Kane                        | 1:00    |  |
| 7.                                  | "Count on Me" (demo)                                    | Alan Menken    | Menken                      | 2:38    |  |
| 8.                                  | "Call Me a Princess" (demo)                             | Ashman         | Howard Ashman & Menken      | 2:40    |  |
| 9.                                  | "Jasmine Runs Away" (final)                             |                | (score)                     | 0:44    |  |
| 10.                                 | "Marketplace" (final)                                   |                | (score)                     | 2:36    |  |
| 11.                                 | "Why Me" (unreleased master)                            | Rice           | Jonathan Freeman            | 3:21    |  |
| 12.                                 | "Friend Like Me" (work tape)                            | Ashman         | Ashman & Menken             | 1:07    |  |
| 13.                                 | "Friend Like Me" (final)                                | Ashman         | Robin Williams              | 2:27    |  |
| 14.                                 | "To Be Free" (final)                                    |                | (score)                     | 1:37    |  |
| 15.                                 | "The Cave of Wonders" (final)                           |                | (score)                     | 4:56    |  |
| 16.                                 | "Prince Ali" (demo)                                     | Ashman         | Ashman & Menken             | 4:13    |  |
| 17.                                 | "Prince Ali" (final)                                    | Ashman         | Williams                    | 2:51    |  |
| 18.                                 | "A Whole New World" (work tape)                         | Rice           | Menken & Tim Rice           | 0:50    |  |
| 19.                                 | "A Whole New World" (final)                             | Rice           | Kane & Lea Salonga          | 2:39    |  |
| 20.                                 | "The Kiss" (final)                                      |                | (score)                     | 1:50    |  |
| 21.                                 | "Aladdin's Word" (final)                                |                | (score)                     | 1:51    |  |
| 22.                                 | "Humiliate the Boy" (demo)                              | Ashman         | Freeman & Menken            | 3:42    |  |
| 23.                                 | "Jafar's Hour" (final)                                  |                | (score)                     | 2:39    |  |
| 24.                                 | "Prince Ali, Reprise" (final)                           | Rice           | Freeman                     | 1:12    |  |
| 25.                                 | "The Ends of the Earth" (final)                         |                | (score)                     | 1:35    |  |
| 26.                                 | "The Battle" (final)                                    |                | (score)                     | 3:38    |  |
| 27.                                 | "Happy End in Agrabah" (final)                          |                | (score)                     | 4:14    |  |
| 28.                                 | "Arabian Nights, Reprise" (unreleased master)           | Ashman         | Adler                       | 0:44    |  |
| 29.                                 | "A Whole New World (Aladdin's Theme)" (single)          | Rice           | Peabo Bryson & Regina Belle | 4:05    |  |

| The Music Behind the Magic: Aladdin (The Original Score) |                                        |                |                             |         |  |
| N.º                                                      | Título                                 | Compositor(es) | Interpretada por            | Duração |  |
| 1.                                                       | "Arabian Nights, Reprise #1" (demo)    | Howard Ashman  | Howard Ashman & Alan Menken | 0:31    |  |
| 2.                                                       | "Babkak, Omar, Aladdin, Kassim" (demo) | Ashman         | Ashman & Menken             | 2:45    |  |
| 3.                                                       | "Arabian Nights, Reprise #2" (demo)    | Ashman         | Ashman & Menken             | 0:32    |  |
| 4.                                                       | "Friend Like Me" (demo)                | Ashman         | Ashman & Menken             | 2:35    |  |
| 5.                                                       | "Proud of Your Boy" (demo)             | Ashman         | Ashman & Menken             | 2:27    |  |
| 6.                                                       | "How Quick They Forget" (demo)         | Ashman         | Ashman & Menken             | 3:57    |  |
| 7.                                                       | "Arabian Nights, Reprise #3" (demo)    | Ashman         | Ashman & Menken             | 0:34    |  |
| 8.                                                       | "High Adventure" (demo)                | Ashman         | Ashman & Menken             | 4:19    |  |
| 9.                                                       | "Arabian Nights, Reprise #4" (demo)    | Ashman         | Ashman & Menken             | 0:43    |  |

## Edição brasileira
Todas as letras escritas por Telmo Perle Münch. 
| Edição original (1992) e relançamento (1999) |                                    |                                       |         |  |
| N.º                                          | Título                             | Interpretada por                      | Duração |  |
| 1.                                           | "Noites da Arábia"                 | Pedro Lopes                           |         |  |
| 2.                                           | "Lenda da Lâmpada"                 | diálogo por Sílvio Navas              |         |  |
| 3.                                           | "Correr para Viver"                | Joseph Carasso Jr.                    |         |  |
| 4.                                           | "Menino de Rua"                    |                                       |         |  |
| 5.                                           | "Correr para Viver" (reprise)      | Joseph Carasso Jr.                    |         |  |
| 6.                                           | "Amigo Insuperável"                | Márcio Simões                         |         |  |
| 7.                                           | "Ser Livre"                        |                                       |         |  |
| 8.                                           | "Príncipe Ali"                     | Márcio Simões                         |         |  |
| 9.                                           | "Um Mundo Ideal"                   | Joseph Carasso Jr. & Kika Tristão     |         |  |
| 10.                                          | "Hora de Jafar"                    |                                       |         |  |
| 11.                                          | "Príncipe Ali" (reprise)           | Jorgeh Ramos                          |         |  |
| 12.                                          | "Os Confins da Terra"              |                                       |         |  |
| 13.                                          | "O Beijo"                          |                                       |         |  |
| 14.                                          | "Numa Noite Escura"                |                                       |         |  |
| 15.                                          | "Jasmine Foge"                     |                                       |         |  |
| 16.                                          | "Mercado"                          |                                       |         |  |
| 17.                                          | "A Caverna das Maravilhas"         |                                       |         |  |
| 18.                                          | "A Promessa de Aladdin"            |                                       |         |  |
| 19.                                          | "A Batalha"                        |                                       |         |  |
| 20.                                          | "Final Feliz"                      |                                       |         |  |
| 21.                                          | "Um Mundo Ideal" (Tema de Aladdin) | Marcelo Coutinho & Anna Paula Tribucy |         |  |

| Edição especial (2004) |                            |                             |         |  |
| N.º                    | Título                     | Interpretada por            | Duração |  |
| 22.                    | "Proud of Your Boy (Demo)" | Alan Menken                 | 2:29    |  |
| 23.                    | "High Adventure (Demo)"    | Alan Menken & Howard Ashman | 4:21    |  |

## Edição portuguesa
| Lista de faixas |                            |                            |         |  |
| N.º             | Título                     | Interpretada por           | Duração |  |
| 1.              | "Noites de Luar"           | Mário Alves                |         |  |
| 2.              | "Um Salto Em Frente"       | Luís Alves                 |         |  |
| 3.              | "Um Amigo Assim"           | Rui Oliveira               |         |  |
| 4.              | "Príncipe Ali"             | Rui Oliveira               |         |  |
| 5.              | "Príncipe Ali" (reprise)   | Jorge Vasques              |         |  |
| 6.              | "Um Mundo Ideal"           | Sofia Escobar & Luís Alves |         |  |
| 7.              | "Um Mundo Ideal" (reprise) | Sofia Escobar & Luís Alves |         |  |